# Sharkey Bonano
Joseph "Sharkey" Bonano (Milneburg, Luisiana, 9 de abril de 1904 - Nueva Orleans, 27 de marzo de 1972) fue un músico estadounidense de jazz, cornetista, trompetista, cantante y director de orquesta de big band. Está encuadrado en el estilo hot.

## Historial
Bonano nació en la pequeña ciudad de Milneburg, hoy en día un barrio de Nueva Orleans. Tras tocar con diversas orquestas de baile en la zona de su ciudad natal (1921), forma su propia banda para tocar regularmente en los riverboats. Después, tocará en las orquestas de Jean Goldkette (19279 y Leon Prima (1928). Tras una estancia en California con Larry Shields, se instala en Nueva York, entrando a formar parte de la banda de Ben Pollack (1936). Después mantiene una orquesta propia hasta 1939, alternando su presencia en la Original Dixieland Jazz Band. Regresa a Nueva Orleans después de la Gran Guerra, volviendo a montar una banda propia (1949), con la que se mantendrá en activo hasta su muerte.
Para algunos autores, Bonano (junto a Muggsy Spanier), se encuentran entre los músicos blancos de la época que más cercanos estaban al estilo "antiguo" del hot de Nueva Orleans, aun cuando estilísticamente se encuadrara en el dixieland. La influencia de King Oliver en su sonido era patente, con una bella sonoridad tomada, paralelamente, de Louis Armstrong.